# قصر فو لو فيكونت
قصر فو لو فيكونت (بالفرنسية: château de Vaux-le-Vicomte)‏ هو شاتو يقع في بلدة مانسي في سين ومرن، فرنسا. أمر نيكولا فوكيه العام 1656 ببناء هذا القصر.